# Adecco
Adecco S.A. er en schweizisk-baseret international virksomhed, der er markedsledende globalt indenfor HR. Virksomheden har hovedsæde i Glattbrugg i Schweiz og har aktiviteter indenfor rekruttering, vikarservice og outplacement. Adecco beskæftiger 36.500 på sine 6.700 kontorer i 60 lande og formidler arbejde til 700.000 vikarer på verdensplan. I 2007 omsatte Adecco for 19,97 mia. euro.
Adecco blev dannet i 2006 ved en fusion af det franske selskab Ecco og Adia Interim fra Schweiz. Virksomheden er noteret på SIX Swiss Exchange og på Euronext.

## Danmark
I Danmark havde datterselskabet Adecco Danmark over 100 medarbejdere ansat fordelt på 8 kontorer: København, Odense, Aalborg, Aarhus, Herning, Fredericia, Tønder og Aabenraa. 
.
I 2023 blev Adecco Danmark solgt til britiske Avanta, hvorefter de skiftede navn til Flair Group A/S.